# Patrick Demarchelier
Patrick Demarchelier (Eaubonne, Francia, 21 de agosto de 1943 - isla de San Bartolomé, 31 de marzo de 2022) fue un fotógrafo de modas francés.

## Biografía
Demarchelier vivió en la ciudad de Nueva York desde 1975. Se casó con Mia, con quien tuvo tres hijos.
Desde fines de los años 1970, sus fotografías adornaron la portada de importantes revistas de moda, incluyendo Vogue en sus ediciones francesa, británica y estadounidense. También ha colaborado con las revistas Rolling Stone, Glamour, Life, Newsweek y Elle.
Además de las editoriales, participó en diversas campañas publicitarias, como la del champú Farrah Fawcett en 1978 y la de la muñeca Brooke Shields en 1982. Además fue el fotógrafo principal del libro On your own, una guía de belleza dirigida a mujeres jóvenes escrita también por Shields.
Fue el fotógrafo oficial de la princesa Diana, luego de retratarla por primera vez en 1989. Además, fue el primer fotógrafo extranjero en retratar a la Familia Real Británica.
Entre los años 1992 y 2004, fue el fotógrafo principal de la revista Harper's Bazaar. 
Fue el encargado de retratar a varias modelos para el calendario Pirelli en el 2005. Al año siguiente, fue mencionado en la película El diablo se viste de Prada.
El 13 de octubre de 2010, el reality show America's Next Top Model tuvo un episodio con su nombre y fue invitado especial como fotógrafo de la temporada 15.